# Johanna av Neapel
Se även Johanna I av Neapel och Johanna II av Neapel.
Johanna av Neapel, född 1478, död 27 augusti 1518, drottning av Neapel, gift 1496 med sin brorson kung Ferdinand II av Neapel.
Dotter till kung Ferdinand I av Neapel och Johanna av Aragonien. Hon fick dispens från kyrkan att gifta sig med sin brorson trots släktskapet. Äktenskapet var barnlöst. Johanna var berömd för sin skönhet. När Fredrik avled 1496 ville hennes mor se henne som Neapels nästa monark, men detta realiserades aldrig. Då hon blev änka mottog hon många frierier, bland annat från Henrik VII av England, men hon föredrog att förbli ogift. Hon blev som änka känd som "Den sorgsna drottningen". 
År 1501 erövrades Neapel av Frankrike, och Johanna och hennes mor flydde till Palermo. År 1504 erövrades Neapel av Aragonien, och Johanna kunde återvända. Hon bosatte sig på ett slott vid Neapel tillsammans med sin syster Beatrix av Neapel, där hon dog.       